# Birger Malmsten
Birger Malmsten est un acteur suédois né le 23 décembre 1920 à Gräsö et mort le 15 novembre 1991 à Stockholm.

## Filmographie partielle

### Cinéma
- 1946 : Il pleut sur notre amour (Det regnar på vår kärlek) d'Ingmar Bergman
- 1947 : L'Éternel Mirage (Skepp till India land) d'Ingmar Bergman
- 1948 : Musique dans les ténèbres (Musik i mörker) d'Ingmar Bergman
- 1948 : Eva de Gustaf Molander
- 1949 : La Fontaine d'Aréthuse (Törst) d'Ingmar Bergman
- 1949 : La Prison (Fängelse) d'Ingmar Bergman
- 1950 : Vers la joie (Till glädje) d'Ingmar Bergman
- 1951 : Jeux d'été (Sommarlek) d'Ingmar Bergman
- 1952 : L'Attente des femmes (Kvinnors väntan) d'Ingmar Bergman
- 1958 : Lek på regnbågen de Lars-Eric Kjellgren
- 1963 : Le Silence (Tystnaden) d'Ingmar Bergman
- 1966 : Masculin féminin de Jean-Luc Godard
- 1976 : Face à face (Ansikte mot ansikte) d'Ingmar Bergman

### Télévision
- 1963 : Le Songe (Ett drömspel), téléfilm d'Ingmar Bergman